# Бурминка (приток Хупты)
Бурминка — река в России, протекает по Рязанской области. Правый приток Хупты.

## География
Река берёт начало в районе села Бурминка. Течёт на юг и впадает в Хупту севернее посёлка городского типа Александро-Невский. Устье реки находится в 57 км от устья Хупты по правому берегу. Длина реки составляет 18 км, площадь водосборного бассейна — 97,2 км².

## Данные водного реестра
По данным государственного водного реестра России относится к Окскому бассейновому округу, водохозяйственный участок реки — Проня от истока и до устья, речной подбассейн реки — Бассейны притоков Оки до впадения Мокши. Речной бассейн реки — Ока.
Код объекта в государственном водном реестре — 09010102112110000025660.